# Обряд
Обря́д — традиційні символічні дії, що в образній формі виражають соціально визначні події в житті людини та соціуму.
До прикладу, згідно із Кодексом Канонів Східних Церков (Кн. 28), церковним обрядом слід вважати літургічний, богословський, духовний і дисциплінарний спадок — різний щодо культури народів — який виявляється у способі практикування віри, властивому для кожної Церкви свого права.
В Україні забезпечується свобода релігійного обряду. Незаконне перешкоджання здійсненню релігійного обряду, що зірвало або поставило під загрозу зриву релігійний обряд передбачає кримінальну відповідальність.

## Визначення обряду
Першооснову обряду етнографи вбачають у виробничій діяльності та соціальних відносинах. Це характерне як для вітчизняних, так і для зарубіжних дослідників. Французький етнолог Арнольд ван Геннеп указує, що головна мета обрядів — забезпечити людині перехід від одного певного стану до іншого й у символічних діях відзначити етапи людського життя. Ретельно й досконало символічну природу дій людини, що пов'язані із соціальними стосунками й мають обрядовий характер, розглядає англійський етнолог Дж. Дж. Фрезер. Про символічний характер обрядових дій і про їх соціальну природу писав Е. Тейлор.
У визначенні, що надає І.І. Фурсін, обрядовість розглядається як один «зі специфічних засобів відображення, закріплення та відтворювання соціальних і духовних цінностей». М. М. Закович відзначає в обрядовості момент функціонування певних суспільних відносин.
На відміну від етнографічної, у філософській літературі переважає світоглядне пояснення виникнення обрядів. Підґрунтям для своїх роздумів щодо генези обрядовості В. Н. Горовий вважає знахідки неолітичних поховань. Вони свідчать, що вже за тих часів люди в певних ситуаціях відтворювали якісь конкретні символічні стереотипні дії, що відображували їх уявлення, у цьому випадку про життя та смерть.
Найголовніше місце в теоретичних міркуваннях щодо обрядовості посідає аналіз її символічної природи. Саме в символізмі обряду дослідники вбачають його найхарактернішу дефінітивну рису. Д. М. Угринович під обрядом розуміє «дії, що виступають як символи (знаки) певних соціальних ідей, цінностей і норм». Такої ж думки дотримуються В. Р. Корчагіна, І.В. Суханов та інші автори. Ще раніше символічну природу обряду, процес відокремлення в ньому символів від практично доцільних дій у матеріально виробничій практиці ґрунтовно розглядали у своїх численних працях відомі етнографи та філософи М. О. Косвен, С. О. Токарев, Ю. П. Францев. Саме символічний характер обряду становить ту специфічну особливість, що відрізняє його від таких близьких явищ, як традиції, свята та звичаї. Ці останні не зводять до обрядів, хоч можуть містити в собі обрядові елементи.
З метою поглиблення розуміння обряду ряд авторів вводить до своїх визначень додаткові ознаки обряду як соціального явища.
А. П. Пономарьов характеризує обряд як сукупність традиційних умовних дій, котрі в образно-символічній формі виражають установлені зв'язки людей з природою та поміж собою. Ю. В. Бромлей у характеристиці обрядів указує на стереотипні форми масової поведінки, що мають вираження в повторенні стандартизованих дій. Підкреслюючи символічний характер, він наголошує на позбавленості доцільності та вказує на соціальну функцію — прилучення до домінуючої системи нормативних вимог. На думку В. А. Руднєва, обряд — це «традиційна, загальноприйнята ігрова театралізована дія». В. Н. Горовий підкреслює, що особливістю обряду є синтез у ньому різних видів мистецтв, що дає можливість впливати не тільки на розум, але й на почуття учасників.
Р. Ф. Ітс підкреслює регламентацію дій в обряді, пов'язаних з найважливішими подіями соціального, сімейного та духовного життя етносу. Н. С. Романова вказує, що обряд — це стійка в часових межах система санкціонованих символічних колективних дій, що відбуваються при найважливіших подіях у житті індивіда, соціальної групи або суспільства в цілому та є засобом відтворення соціально значних ідей.